# Сурмач, Михаил Михайлович
Михаил Михайлович Сурмач (1 июля 1913, Дербент, Дагестанская область — 9 января 1997, Старая Купавна, Московская область) — старший лейтенант Советской Армии, участник Великой Отечественной войны, Герой Советского Союза (1945).

## Биография
Михаил Сурмач родился 1 июля 1913 года в Дербенте. После окончания Ростовского железнодорожного техникума работал техником в Дербентском горкомхозе, затем инженером дистанции пути Северо-Кавказской железной дороги. В 1935—1937 годах служил в Рабоче-крестьянской Красной армии. В 1941 году Сурмач повторно был призван в армию. В марте 1942 года он окончил Тбилисское артиллерийское училище. С того же времени — на фронтах Великой Отечественной войны.
К январю 1945 года старший лейтенант Михаил Сурмач командовал батареей 32-го артиллерийского полка 31-й стрелковой дивизии 52-й армии 1-го Украинского фронта. Отличился во время освобождения Польши. В ночь с 24 на 25 января 1945 года батарея Сурмача переправилась через Одер в районе населённого пункта Трешен к юго-востоку от Бреслау (ныне Trestno, гмина Сехнице, Вроцлавский повет, Нижнесилезское воеводство, Польша) и захватила плацдарм на его западном берегу, после чего отразила ряд вражеских контратак, нанеся большие потери противнику.
Указом Президиума Верховного Совета СССР от 10 апреля 1945 года за «мужество и героизм, проявленные при форсировании Одера» старший лейтенант Михаил Сурмач был удостоен высокого звания Героя Советского Союза с вручением ордена Ленина и медали «Золотая Звезда» за номером 8752.
В 1946 году Сурмач был уволен в запас. Работал на железных дорогах. Умер 9 января 1997 года, похоронен в посёлке Старая Купавна Ногинского района Московской области.
Был также награждён орденами Отечественной войны 1-й и 2-й степеней, Красной Звезды, рядом медалей.
В честь Сурмача названы улицы и школа в Дербенте, улица в Советском районе г. Ростове-на-Дону в 1995 году.